# Trichotheca
Trichotheca is een geslacht van kevers uit de familie bladkevers (Chrysomelidae).
De wetenschappelijke naam van het geslacht werd in 1860 gepubliceerd door Joseph Sugar Baly.

## Soorten
- Trichotheca annularis Tan in Tan & Wang, 1981
- Trichotheca attenuata Tang, 1992
- Trichotheca bicolor Tan, 1988
- Trichotheca dentata Tan in Tan & Wang, 1981
- Trichotheca elongata Tan, 1988
- Trichotheca flavinotata Tan in Tan & Wang, 1981
- Trichotheca nuristanica Medvedev, 1985
- Trichotheca rufofrontalis (Tang, 1992)
- Trichotheca sikkimensis Takizawa, 1987
- Trichotheca similis Tang, 1992